# Dúné Summer Tour 2011
Dúné Summer Tour 2011 var den ottende koncertturné af det danske elektro-rock-band Dúné. Den startede 12. marts 2011 og sluttede 10. september samme år. Turnéen startede i Rusland, ligesom bandet var med rundt på samtlige shows ved Grøn Koncert.
Få dage før at den første koncert i maj måned i Tyskland skulle afvikles, meddelte bandet at trommeslager Malte Aarup-Sørensen havde valgt at forlade gruppen. Derfor var Morten Hellborn blevet hyret ind med kort varsel for at passe trommerne.

## Historie
Efter at have spillet to turnéer i Tyskland i vinteren og foråret, vendte Dúné tilbage til de store danske musikfestivaler. Dog startede koncertrækken med én enkelt koncert i russiske Sankt Petersborg og den tyske havneby Wilhelmshaven, da bandet var hovednavn på festivalen Honich ums Maul. Ved showet i Tyskland brækkede forsanger Matt Kolstrup foden, men det afholdte ikke Dúné fra at fortsætte turnéen, da han fik en "moonboot" monteret og gik på scenen med en stok. Derefter fulgte første etape af koncerter med shows på blandt andet Jelling Musikfestival, og hjembyens Skive Festival. Efter koncerten i Skive blev keyboardspiller Ole Bjórn involveret i et håndgemæng med nogle vagter i backstageområdet, med det resultat at hele bandet og dets gæster blev pålagt at forlade området.
Da bandet havde spillet de første ni koncerter, med afslutning på Nibe Festival i slutningen af juni, tog medlemmerne 14 dages pause, inden de igen skulle på scenen.
Dúné skulle for første gang i karrieren spille på Grøn Koncert. Muskelsvindfonden meddelte i april 2011, at Dúné og tv·2 var de sidste navne af rækken af kunstnere på årets program. På Grøn Koncert blev guitarist Danny Jungslund blandt andet kendt for sin meget bemærkelsesværdige hanekam.
Efter Grøn Koncert spillede Dúné endnu fire koncerter på touren, hvor de blandt andet spillede på Bøgescenen på Smukfest i Skanderborg, og dagen efter spillede de på den store Rüt'n'Rock Open Air Festival i den tyske by Haren i Niedersachsen.
På turnéen blev blandt andet det endnu ikke udgivne nummer "All That I Have" fremført. Det var først i 2013 på albummet Wild Hearts at nummeret blev indspillet.

## Modtagelse
Selvom forsanger Matt Kolstrup spillede fem koncerter med det ene ben pakket ind i en skinne, på grund af en brækket fod, kunne Dúné stadigvæk begejstre publikum og anmelderne. På Hede Rytmer i Silkeborg skulle bandet spille efter lokale Alphabeat, og Midtjyllands Avis skrev blandt andet: "Selv om forsanger Mattias Kolstrup har brækket benet, tæskede han rundt på scenen som en glad gal hund.", og nævnte også: 
| Citat | Lørdagens ubestridte vinder på Hede Rytmer var Dúné, der nærmest væltede Nordea Scenen. | Citat |
|       |                                                                                         |       |

## Setlister
Dúné havde flere setlister med på tour. På grund af at spilletiden på Grøn Koncert ikke er så lang, bestod denne kun af otte numre.

### Grøn Koncert
1. 80 Years
2. Bloodlines
3. Heiress of Valentina
4. All That I Have
5. Let Go Of Your Love
6. John Wayne vs. Mary Chain
7. Get It, Get It
8. Dry Lips

## Personel

### Band
- Matt Kolstrup - vokal
- Danny Jungslund - guitar
- Simon Troelsgaard - guitar
- Ole Bjórn - keyboards og vokal
- Piotrek Wasilewski - bas, synthesizer og vokal
- Morten Hellborn - trommer

### Personale
- Dany "Il Presidente" Rau - tourmanager

## Turnedatoer
| Dato                  | By                   | Land     | Sted                         |
| --------------------- | -------------------- | -------- | ---------------------------- |
| Dúné Summer Tour 2011 |                      |          |                              |
| 12. marts 2011        | Sankt Petersborg     | Rusland  | Igora ski resort             |
| 21. maj 2011          | Wilhelmshaven        | Tyskland | Honich ums Maul              |
| 28. maj 2011          | Jelling              | Danmark  | Jelling Musikfestival        |
| 2. juni 2011          | Skive                | Danmark  | Skive Festival               |
| 4. juni 2011          | Ringe                | Danmark  | Midtfyns Open Air            |
| 4. juni 2011          | Silkeborg            | Danmark  | Hede Rytmer                  |
| 11. juni 2011         | Middelfart           | Danmark  | Rock under Broen             |
| 18. juni 2011         | Nakskov              | Danmark  | Falkens Multikulturdag       |
| 25. juni 2011         | Haderslev            | Danmark  | Kløften Festival             |
| 30. juni 2011         | Nibe                 | Danmark  | Nibe Festival                |
| Grøn Koncert          |                      |          |                              |
| 14. juli 2011         | Esbjerg              | Danmark  | Skibhøj                      |
| 15. juli 2011         | Randers              | Danmark  | Paderup                      |
| 16. juli 2011         | Aarhus               | Danmark  | Vestereng                    |
| 17. juli 2011         | Aalborg              | Danmark  | Nørresundby                  |
| 21. juli 2011         | Kolding              | Danmark  | Hylkedalvej                  |
| 22. juli 2011         | Odense               | Danmark  | Dyrskuepladsen               |
| 23. juli 2011         | Næstved              | Danmark  | Holsted Nord                 |
| 24. juli 2011         | København            | Danmark  | Valbyparken                  |
| Dúné Summer Tour 2011 |                      |          |                              |
| 29. juli 2011         | Sundsøre             | Danmark  | Sundsøre Musikfestival       |
| 11. august 2011       | Skanderborg          | Danmark  | Smukfest                     |
| 12. august 2011       | Haren                | Tyskland | Rüt'n'Rock Open Air Festival |
| 10. september 2011    | Ny Ellebjerg Station | Danmark  | Sounds Festival              |